# アシスト (自転車競技)

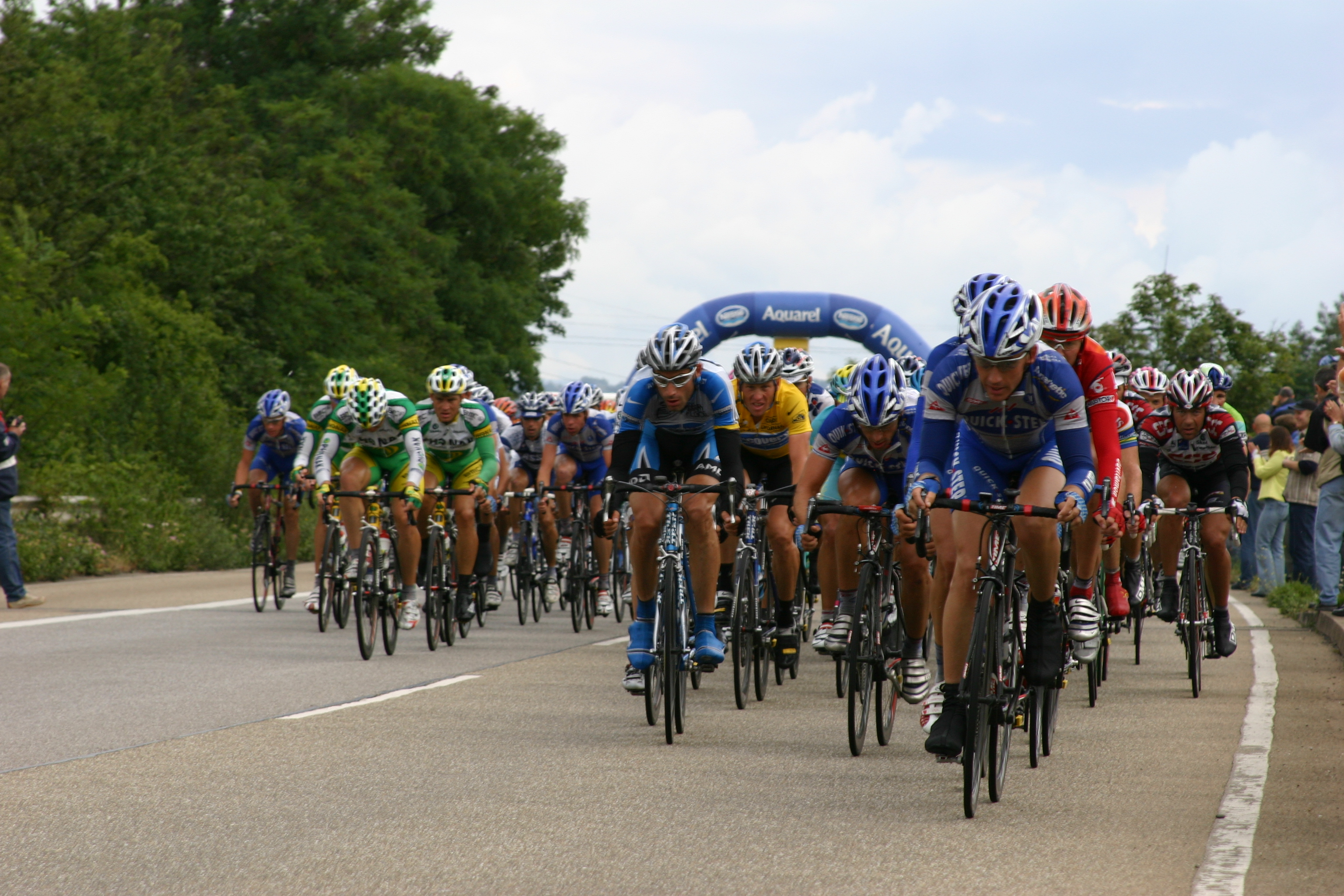
数チームのアシストが先頭集団にエースが位置取りするための隊列を作る。ジョージ・ヒンカピーがツール・ド・フランスのイエロージャージを着るエース、ランス・アームストロングをアシストする。

自転車競技におけるアシストとは、チームとエース（主力選手）の利益のために働く自転車ロードレース選手である。英語圏ではフランス語で「下僕」を意味するドメスティーク（仏: domestique）、イタリアおよびスペインでは、グレガリオ（伊: gregario、「集団の中の1人」を意味するローマ時代の戦士）と呼び、ベルギーとオランダではそれぞれクネフト（蘭: knecht、下僕、助力者）と呼ぶなど、欧米では球技で用いられる「アシスト」と言う言葉を自転車競技に用いるのは一般的ではない。ドメスティークという言葉が最初に使われたのは1911年だが、それ以前もこの役割の選手は存在した。

## 発祥
自転車競技選手の労力の大部分を占めるのは、前方の空気を横へ押しのけることである。このため、先頭に立つよりも、別の選手のスリップストリームの中にいたほうが走行は容易である。走行速度が上がるほどこの差異は顕著なものになる。競技選手は当初からこのことを承知しており、それを考慮して走行をし、またしばしば先頭交代をしながら走行した。これはやがて、スリップストリームを作るための選手を用意し、その後方でエースが走行するということにつながっていく。
アシストの人数が増えることによって、より複雑な戦略が可能となる（下記参照）。アシストがレースを完走することは、その役割を全うことに比べれば重要視されない。アシストは、エディ・メルクス、ベルナール・イノー、ミゲル・インドゥライン、ランス・アームストロングといったエースたちのように、栄誉を共有することはない。しかし、自分自身の栄光を勝ち取ることができる。ジャック・アンクティルをアシストしたルシアン・エマールはツール・ド・フランス1966で総合優勝しており、またツール・ド・フランス1985でベルナール・イノーのアシストをしたグレッグ・レモンは翌年のツール・ド・フランス1986で総合優勝した。2012年にブラッドリー・ウィギンスをサポートしたクリス・フルームも翌年に栄冠を得ている。
作家のロジャー・セント・ピエール（Roger St Pierre）は次のように語った：

## 最初のアシスト
エースを助けるために雇われた最初の自転車競技者として知られるのは、ジャン・ダルガシエ (Jean Dargassies) とHenri Gaubanである。かれらはツール・ド・フランス1907において、アンリ・ペパン (Henri Pépin) のために走った。ペパンはかれらに、レストランからレストランまで一定のペースで走るならば優勝と同等のものを約束したのである。かれら3人は決して急がず、ルーベからメスへのステージを、エミール・ジョルジェ (Émile Georget) よりも12時間20分も長くかけて走った（それでも彼らは最下位ではなかった）。当時のレースはタイム制でなくポイント制であり、審判は無力であった。選手がどのようなスピードで完走するかよりも、ゴールに到着した順番が重要であったのでる。この時代、選手間に数時間単位の差がついた場合、追いついて抜き去ることのできないライバルの後ろでいかにスピードを上げてもポイントにはならない。そして審判は選手全員の到着を待たなければならなかった。
ツールの最初の10年間、競技規則ではチーム走行を禁じていた。しかし、ペパンの取引が成績に影響を与えることはほとんどなかった。ペパンは第5ステージで棄権した。

## 「ドメスティーク」の語源
自転車競技における「ドメスティーク」という言葉は、Coco の愛称で知られたモリス・ブロッコ (Maurice Brocco) を侮辱するために、1911年に初めて使われた。ブロッコは1908年から1914年の間の6度のツール・ド・フランスに出場したが、1度も完走することはなかった。1911年にステージを制したが、このときに「ドメスティーク」の語が使われた。
ツール・ド・フランス1911でのブロッコの好機は、シャモニーに到着する日、タイムロスによって失われた。優勝が不可能となった彼は、翌日に他の選手にサポートを提供することを申し出たと評判となった。フランソワ・ファベールは時間超過による棄権の瀬戸際であったため、彼らは取引きした。ブロッコはファベールを待ち、彼のペースを作ってゴールまで走った。
レース責任者であり審判長のアンリ・デグランジュは、規則違反として彼を失格にしようとした。しかしそれには証拠が無く、ブロッコが国内の自転車組織、Union Vélocipédique Française に訴えることを危惧した。彼は自身の新聞『ロト』 (L'Auto) に「彼に価値はない。彼はドメスティーク（下僕）にすぎない」と書くにとどめた。
翌朝ブロッコはデグランジュに「ムッシュ（monsieur）、今日は勘定の清算をしましょう」と挨拶した。彼は34分差で勝利した。ツールマレー峠の登りで、デグランジュははブロッコとイエロージャージのギュスタヴ・ガリグーに続いて走行した。ブロッコは「それで、彼と一緒に走るのは禁止なのか?」と叫んだ。続く山岳、オービスク峠 (Col d'Aubisque) でガリグーを置き去りにし、食あたりで道端で苦しむポール・デュボック (Paul Duboc) を抜いた。デグランジュはまだ監視していた。「それでは、彼と一緒にいる権利はあるか?」とブロッコは叫び、彼は1人で走行して勝利した。
ブロッコはデグランジュに2つの点を知らしめた。第一に、彼は才能ある選手であって下僕ではないということ。第二に、それほど才能のある選手がファベールとの時のようなお粗末な走行をしたのは、商業的な取引を行ったからに相違ないであろうということ。デグランジュは、このような天賦の才能を持つ選手が明らかにレースを売り物にしてきただと言った。デグランジュは「彼は罰を受けるに値する」と書き、「即時失格」とした。
他のレースでは長い間ドメスティークを受け入れていた。デグランジュはツールは個人競技であるべきの信念を持ち、考えの異なるスポンサー、自転車製造社と何度も争った。デグランジュは自転車製造社の影響を排除して1930年にツールを国、地域別チーム対抗戦に再編成したが、その結果チームワークとドメスティークを認めることとなった。

## 献身的アシスト
1950年代の圧倒的なのクライマー、シャルリー・ゴールは、彼がルクセンブルクのマルセル・エルンツァーが続く限り、その前を走った。この2人は体格が同じでロードバイクも全く同じ寸法で、エルンツァーのサドルが若干低いだけであった。彼は必要なときに自転車をゴールに与えるために常にそこにいた。
アンドレア・カレア (Andrea Carrea) はファウスト・コッピのアシストであった。「彼は卓越したグレガリオだった」ジャーナリストのJean-Luc Gatellierは言う。「個人的犠牲の完全な概念を示し……個人的公平無視のそのものだ。彼は僅かな個人的な栄光も拒否した。。」カレアはツール・ド・フランス1952でローザンヌのアタック（先頭争い）に参加し、彼のエースの利益を守った。
カレアはレースの1位となる考えは持っていなかった。審判員が言うと彼は泣き出した。彼はコッピの位置を奪っており、この結果を恐れた。彼はジャージを受け取ったとき、彼のエースがいる道をずっと視界にとらえて泣いた。
ホセ・ルイス・アリエタはミゲル・インドゥラインのアシストであった。『レキップ』は「彼がエースをできるだけ長く風から守るために費やすのであれば、時間も、年数も数えることはないだろう」と述べた。アリエタは述べた：

## 基本的サポート

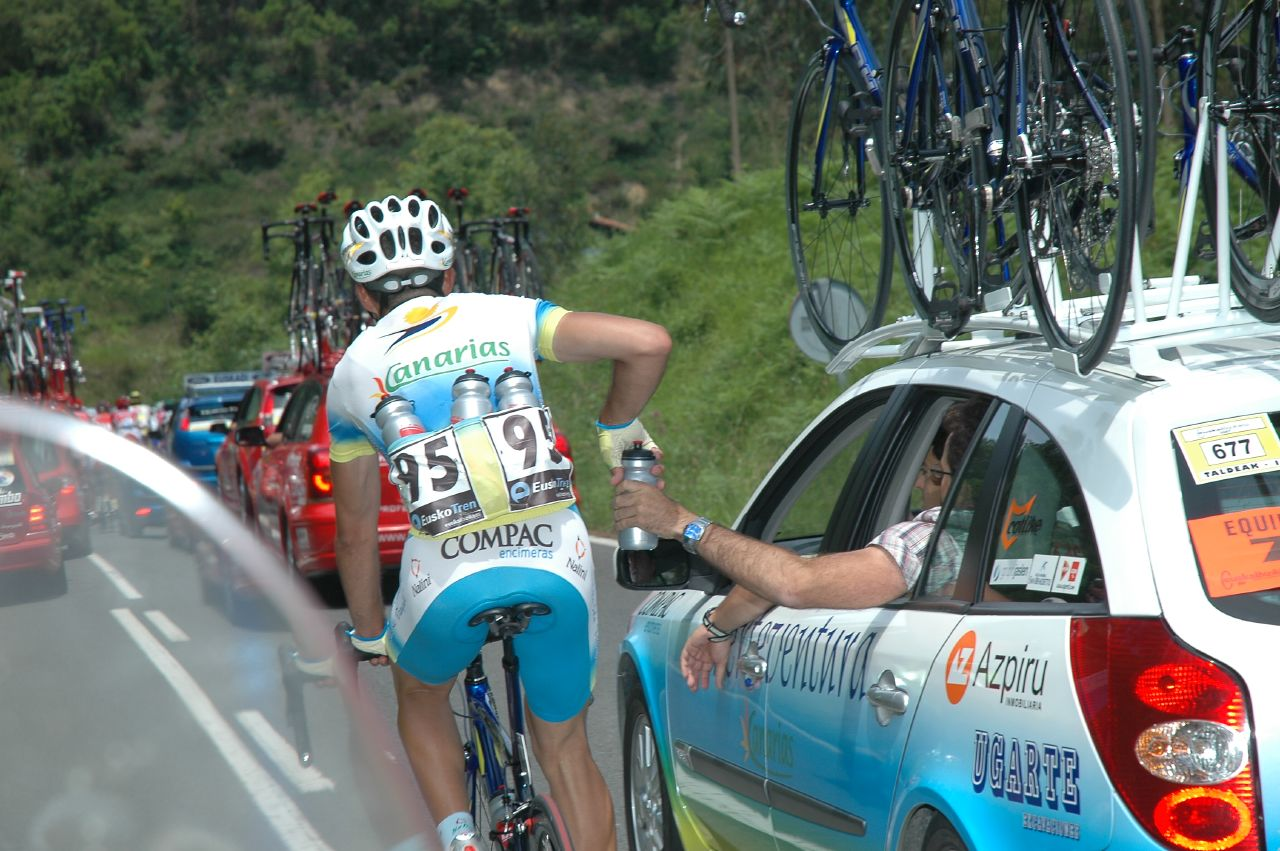
チームメートのための水を受け取るアシスト

アシストはチームカーから水と食料を運び、チームメートを敵から守る。機材トラブルからチームメートを助ける。エースのタイヤがパンクすると、アシストは前方でスリップストリームを作って走行し、元の位置に戻ることを可能にする。アシストの自転車のホイールと交換することもある。

## 戦術的サポート
アシストはチームの利益のため、敵チームに対抗するために走行する。「逃げ集団」に加わることで、他のチームが追わざるをえなくする。逆に、逃げ集団にチームが離されるとき、先頭を追う。
アシストはスプリンターの先頭を引いてドラフティングにより数百メートル手前までエネルギーを蓄えるようにする。先頭隊列（トレイン）は、ゴールから10 - 15キロメートルで8人のアシストが逃げ集団でペースを上げて他チームを諦めさせることもある。1人ずつ、力尽きたチームメートが脱落する。最後にスプリンターを引くアシスト自身が優れたスプリンターであることも多い。スプリンターは飛び出して100から200メートルの直線を突進する。
山岳レースでは、アシストはペースを作ったり他チームのアタックを妨げてエースを助ける。

## アシストの序列

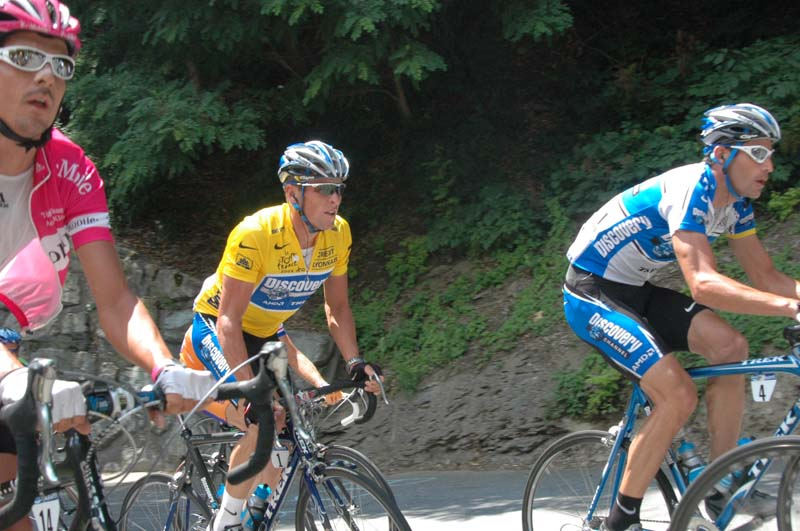
ツール・ド・フランス2005でランス・アームストロングをアシストするジョージ・ヒンカピー（クールシュヴェル – ブリアンソン）

アシストの中には序列がある。熟練したアシストは、Lieutenant（中尉）またはスーパードメスティークと呼ばれ、重要なときに呼び出される。彼らは必要とされる間、できるだけ長くエースと共に走行する。例えばランス・アームストロングは、ツール・ド・フランス山岳ステージで決定的なアタックの前にチームメートを使ってペースを作る。ツール・ド・フランス2009でのスーパードメスティークの例は、アンドレアス・クレーデン（アスタナ・チーム）およびジョージ・ヒンカピー（チーム・HTC - コロンビア）である。

## 個人の栄光
アシストはステージレースでステージ優勝する機会を得ることがある。通常、これはステージレースの後半である。エースを脅かさない順位のアシストは、逃げ集団にいてもおそらく追わることはない。能力を示せれば、アシストはより大きな役割に進歩する。与えられた役割は、コース、チームの参加選手数、現在の健康状態、あるいは商業的要因など、様々な要因に基づきレース毎に実質的に変化する。例えば、チーム・サクソバンクのベテラン選手のスチュアート・オグレディは、ツール・ド・フランス2008でカルロス・サストレをアシストした。対照的に、著名でないレースである2008年Herald Sun Tourでは、サストレ（およびチームの有力メンバー）は出場せず、オーストラリア人のオグレディがチームのエースだった。彼はチームメートにアシストされ、2つのステージに優勝し総合優勝した。
一方、こうした自由を与えられたアシストとは別に他チームに足を使わせる陽動作戦の捨て駒として飛び出したものの、後方の集団が追撃態勢が整わずに予想外にタイム差が開きゴールまで大差を守ったまま駆け込んでしまう事態も発生する。　1993年のツール・ド・スイスではアシスト陣で構成される逃げ集団が後方にいるエースを置き去りにしたままゴールしてしまい、逃げ集団に送り込まれていたチーム・アリオステアのアシスト選手であるマルコ・サリガーリが総合優勝まで獲得してしまった。

## アシストの進化
UCIのポイントシステムはアシストとエースの関係を変化させた。これ以前は、アシストは最終順位を気にしなかった。しかしながら、現在は上位入賞選手は最終順位のポイントを得る。これによりアシストはエースだけでなく自身の成績をも考慮するようになった。
1990年代には無線の導入により、アシストがどの位置にいても監督が役割を与えることができるようになり、レース展開によっては勝利を目指すオーダーさえ出されることがある。

## アシストが禁止されている競技
- トライアスロン - すべて自力で走り抜くことを求められているため、他の競技者のアシストをすることはできない。